# Élisabeth Loisel
Élisabeth Loisel (Meaux, 1º agosto 1963) è una dirigente sportivo, allenatrice di calcio ed ex calciatrice francese, di ruolo difensore o centrocampista, dal 1997 al 2007 alla guida tecnica della nazionale francese femminile e dal 2007 al 2008 a quella della Cina.
Nel corso della sua carriera ha giocato nel campionato francese femminile di calcio vestendo le maglie dello Stade Reims e VGA Saint-Maur; fu anche membro della nazionale francese con la quale disputò due campionati europei e un Mondiale prima del suo ritiro, nel 1989, a 26 anni. Di seguito ha presieduto il Committee for Women's Football e la FIFA Women's World Cup nella Federazione calcistica della Francia.

## Carriera

### Allenatrice
Nel 1997 è stata nominata nuovo Commissario tecnico della nazionale francese. Sotto la sua direzione la Francia si è qualificata per il Mondiale degli Stati Uniti 2003 e per gli Europei di Germania 2001 e Inghilterra 2005. Dopo essere stata esonerata dopo la mancata qualificazione al Mondiale di Cina 2007, lo stesso anno venne ingaggiata dalla Federazione calcistica della Cina per dirigere la nazionale cinese al torneo di calcio femminile dell'Olimpiade di Pechino 2008. Tuttavia a cinque mesi dal torneo, in seguito ad una prestazione deludente all'Algarve Cup 2008, venne esonerata dalla federazione cinese.

## Palmarès

### Club
- Campionato francese: 7

Stade Reims: 1979-1980, 1981-1982
VGA Saint-Maur: 1982-1983, 1984-1985, 1985-1986, 1986-1987, 1987-1988